# Мелиховская (Московская область)
Ме́лиховская — деревня в Шатурском муниципальном районе Московской области. Входит в состав Кривандинского сельского поселения. Население — 43 чел. (2010).

## Расположение
Деревня Мелиховская расположена в центральной части Шатурского района, расстояние до МКАД порядка 132 км. Высота над уровнем моря 123 м.

## Название
Варианты названия деревни — Мелеховская, Мелиховская, Мельховская.
Название связано с Мелих, производной формой одного из календарных личных имен Емельян, Мелентий.

## История
Впервые упоминается в писцовой Владимирской книге В. Кропоткина 1637—1648 гг. как деревня Мелеховская Туголесской волости Владимирского уезда. Деревня принадлежала Филату Ивановичу Хотяинцеву.
Последним владельцем деревни перед отменой крепостного права был помещик Нелюбов.
После отмены крепостного права деревня вошла в состав Лузгаринской волости Егорьевского уезда Рязанской губернии.
В 1925 году из Климовского сельсовета был выделен Мелиховский, в состав которого вошла деревня Мелиховская. В 1926 году Мелиховский сельсовет был упразднён, а деревня Мелиховская передана Горяновскому сельсовету, однако уже в 1927 году Мелиховский сельсовет был вновь восстановлен. В ходе реформы административно-территориального деления СССР в 1929 году Мелиховский сельсовет был упразднён, а деревня Мелиховская была передана Алексино-Туголесскому сельсовету, который вошёл в состав Шатурского района Орехово-Зуевского округа Московской области.
В 1972 году Алексино-Туголесский сельсовет был переименован в Лузгаринский.

## Население
| 1859 | 1885 | 1905 | 1926 | 1970 | 1993 |
| ---- | ---- | ---- | ---- | ---- | ---- |
| 98   | ↗157 | ↗202 | ↗225 | ↘139 | ↘31  |
| 2002 | 2006 | 2010 |      |      |      |
| ↘26  | ↘22  | ↗43  |      |      |      |